# USS LST-1004
O USS LST-1004 foi um navio de guerra norte-americano da classe LST que operou durante a Segunda Guerra Mundial.